# 德钦巴登顶
德钦巴登顶（Thakin Ba Thein Tin；1914年—1995年），缅甸共产主义者。1975年至1989年期间担任缅甸共产党主席。
1914年出生在土瓦，父亲是华裔小商贩，母亲是缅甸人。1931年进入仰光大学学习。1938年加入德钦党，后于1939年加入缅甸共产党，是缅共最早的党员之一。1948年3月，随德钦丹东转入地下活动。从1960年代中叶开始，他成为缅共实际上的领导人。在德钦辛阵亡后，他于1975年5月当选缅甸共产党主席。继续同缅甸政府军展开武装斗争。
1989年4月，一队以魏赛堂、鲍有祥为首的缅共佤族哗变者占领了缅共位于边境城镇邦康的总部，将巴登顶及许多党的高层领导人驱逐到中国。1995年巴登顶死于湖南长沙。